# Montmartre

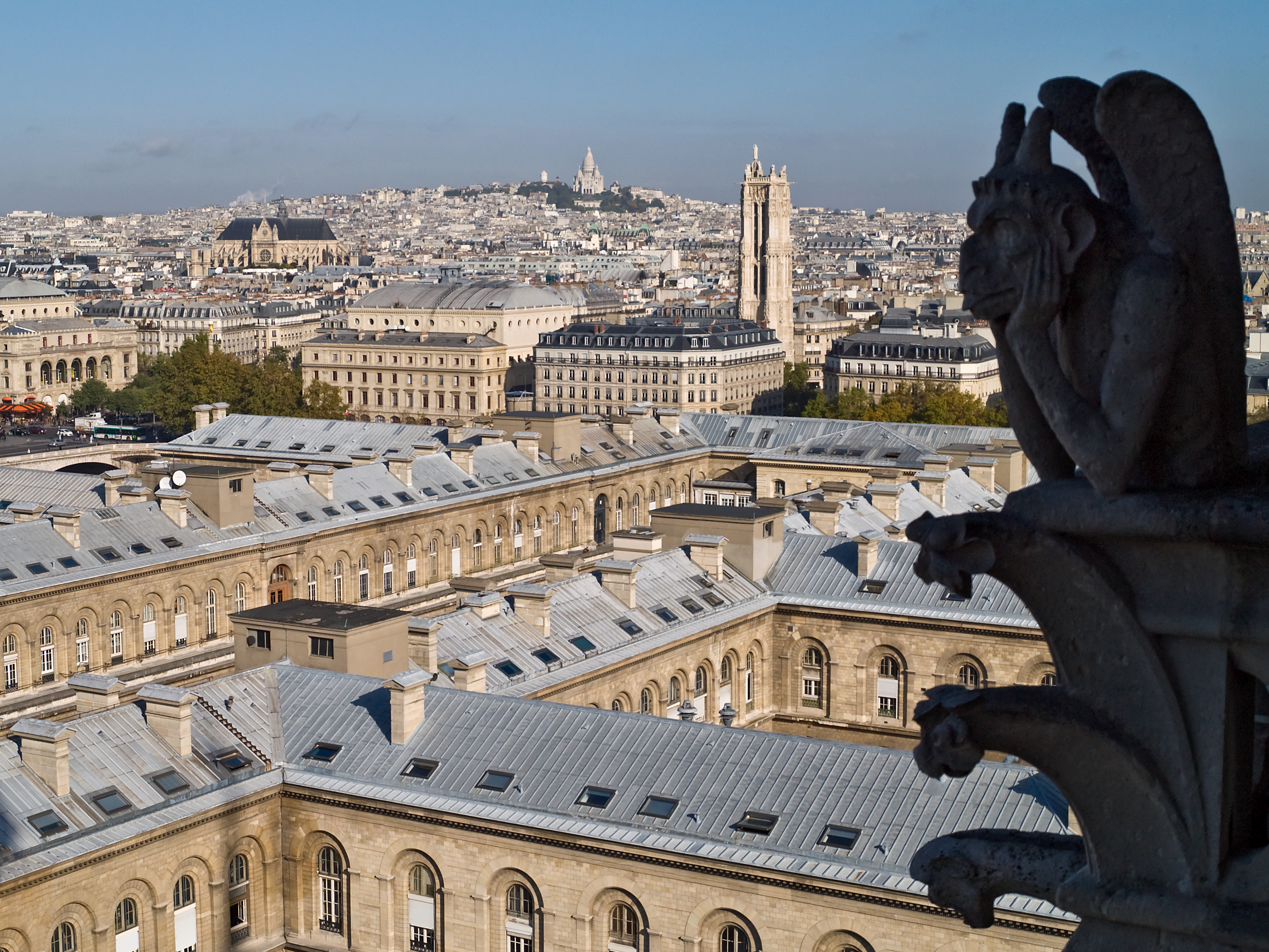
Widok na dzielnicę Montmartre z Katedry Notre-Dame

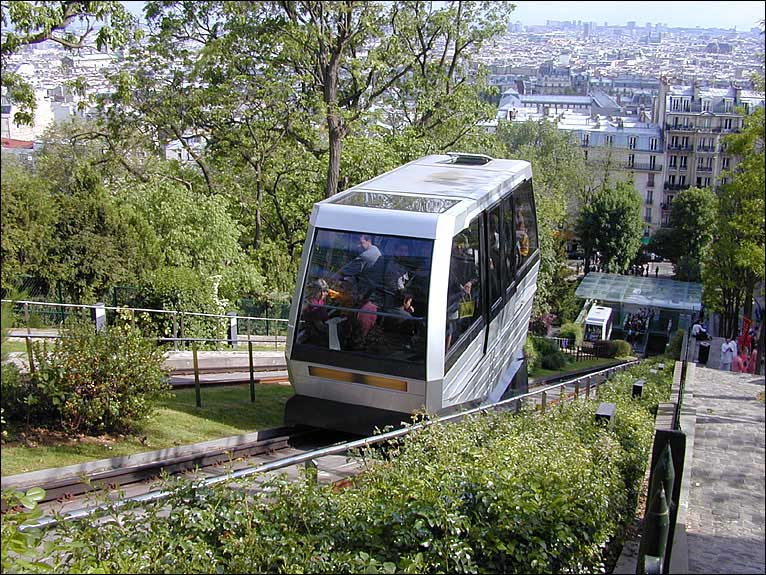
Kolej linowo-terenowa

Montmartre – historyczna dzielnica (quartier) Paryża, położona na wzgórzu o tej samej nazwie, znajdująca się w XVIII dzielnicy miasta.

## Historia
Fragment ten jest zabudowany starymi kamienicami, ciągnącymi się wzdłuż krętych i ostro wznoszących się, brukowanych uliczek i wąskich przejść ze schodami, o wyraźnie odmiennym charakterze niż reszta miasta. Dzielnica ta miała charakter centrum rozrywki i głównej siedziby bohemy artystycznej. 
Istnieją przypuszczenia, że na tym wzgórzu poniósł około roku 250 męczeńską śmierć pierwszy biskup Paryża święty Dionizy (po francusku Saint Denis) z dwoma towarzyszami Rustykiem i Eleuterem, stąd nazwa Mons Martyrorum (Wzgórze Męczenników). W rzeczywistości jednak pierwotna nazwa Mons Mercurii („góra Merkurego”; wśród dawnych nazw łacińskich nazwy poświęcone bogu Merkuremu są częste) była przekształcana kolejno w Mons Mercori, następnie w Mons Martyrum (zgodnie z etymologią naiwną z czasów chrześcijańskich) i wreszcie w Montmartre.
Tutaj w 1534 roku Ignacy Loyola wraz z małą grupką złożył śluby założenia zakonu jezuitów.
W końcu XI wieku na szczycie wzgórza założono klasztor benedyktynek. W czasie rewolucji francuskiej klasztor został zniszczony, a pozostałością po nim jest kościół St-Pierre. Przy klasztorze istniała osada o podejrzanej sławie (tanie wyszynki), a teren wokół niej miał charakter wiejski, z licznymi wiatrakami.
Już w połowie XIX wieku Montmartre stał się ulubionym miejscem artystycznej cyganerii.
Pod koniec XIX wieku Montmartre włączono do Paryża, co zapoczątkowało jego szybką urbanizację. Na szczycie wzgórza Montmartre zbudowano eklektyczną bazylikę Sacré-Cœur, a poniżej pierwszy kościół żelbetowy Saint Jean de Montmartre. W okolicy znajduje się jeden z ważniejszych paryskich cmentarzy – Cimetiere de Montmartre.

## Atrakcje turystyczne
- winne dożynki Montmartre, które przyciągają co roku ponad 350 000 osób, w pierwszy weekend października
- Place du Tertre, gdzie wielu artystów malarzy maluje portrety
- rynek Saint-Pierre
- rue Saint-Vincent
- kolej linowo-terenowa Montmartre, która przewozi zwiedzających, którzy nie chcą się przemęczać
- pomnik Chevalieur de la Barre, ofiary nietolerancji
- Place Jean-Marais

### Muzea
- l’Espace Dali, muzeum poświęcone twórczości surrealistycznego artysty Salvadora Dalego
- dom Dalidy na Rue d’Orchampt i plac Dalidy
- dom Erika Satiego
- Musée de Montmartre

## Znani ludzie

### Znani ludzie urodzeni na Montmartre
- Marcel Carné, reżyser
- Jean-Pierre Cassel, aktor
- Charles Friant
- Jean Gabin, aktor
- André Malraux, pisarz i minister
- Jean Renoir, reżyser
- Maurice Utrillo, malarz

### Znani ludzie którzy mieszkali na Montmartre
- Marcel Aymé (1902-1967), pisarz
- Richard Berry, komik, aktor i reżyser
- Roland Bierge, malarz mieszkał na rue du Ruisseau 70
- Georges Brassens
- Hector Berlioz
- Louis-Ferdinand Céline, pisarz
- Fryderyk Chopin
- Georges Clemenceau, efemeryczny burmistrz Montmartre
- Jean-Baptiste Clément, pieśniarz, uczestnik Komuny Paryskiej
- Dalida (1933-1987), piosenkarka i aktorka mieszkała na Rue d’Orchampt.
- Edgar Degas
- André Derain
- Dominique Field
- Lucien Genin, malarz
- Vincent van Gogh, malarz, mieszkał razem z bratem Theo na rue Lepic 54.
- Antonio de La Gandara
- La Goulue (1866–1929), tancerka Moulin Rouge
- Max Jacob, poeta, prozaik, eseista i malarz francuski
- Jean-Pierre Jeunet, reżyser mieszkał na rue Lepic
- Comte de Lautréamont
- Ferenc Liszt
- Pierre Mac Orlan (1882–1970), pisarz
- Jean Marais (1913-1998), aktor i rzeźbiarz
- Michou, artysta, dyrektor kabaretu
- Monique Morelli, piosenkarka
- Claude Nougaro, piosenkarz
- Wacław Niżyński
- Gen Paul, malarz
- Patachou
- Pablo Picasso
- Auguste Renoir
- Henri de Toulouse-Lautrec, malarz
- Maurice Utrillo, malarz
- Suzanne Valadon, malarka
- Paul Verlaine
- Boris Vian, pisarz, poeta, autor tekstów, wokalista, muzyk jazzowy
- Adolphe Willette, malarz
- Félix Ziem, malarz szkoły z Barbizon

W kamienicy Bateau-Lavoir mieszkała grupa artystów związanych z Pablem Picassem. W tej okolicy znajdowało się wiele znanych restauracji, lokali rozrywkowych, music-halli, teatrzyków i kabaretów. Niewątpliwie najsławniejszy z nich to Moulin Rouge. Tuż przed I wojną światową większość artystów przeniosła się na Montparnasse.
Obecnie Montmartre jest zaliczony do rejonów Paryża o historycznym znaczeniu, dlatego jego rozbudowa i przebudowa została ograniczona. Obecnie tutaj znajduje się najsłynniejszy paryski pchli targ i targowisko księgarzy.

## Transport
Dzielnica Montmartre jest obsługiwana przez linię nr 2 metra w Paryżu, stacje: Blanche, Pigalle, Anvers i linię nr 12 metra w Paryżu, stacje: Pigalle, Abbesses, Lamarck – Caulaincourt.